# Sajókiskeresztúr
Sajókiskeresztúr (románul: Coasta) falu Romániában, Erdélyben, Beszterce-Naszód megyében.

## Fekvése
Bethlentől délkeletre, Bethlenkeresztúr mellett, a Sajó bal parti úton fekvő település.

## Története
Sajókiskeresztúr nevét 1913-ban említette először oklevél Sajókiskeresztúr néven, mint Sajóudvarhely tartozékát, mely korábban Bethlenkeresztúr  része volt. 1956 körül vált külön, ekkor 277 lakosa volt.
1966-ban 262, 1977-ben 271, 1992-ben 225, 2002-ben pedig 226 román lakosa volt.